# William Wyatt Bibb
William Wyatt Bibb (2 de octubre de 1781 - 10 de julio de 1820) fue el primer gobernador del estado de Alabama. El Condado de Bibb (Alabama) y el Condado de Bibb (Georgia), se llaman así en honor a él.
Fue miembro del partido político Demócrata-Republicano. Bibb ocupó el cargo de gobernador del Territorio de Alabama desde 1817 hasta 1819 y el de gobernador del estado de Alabama desde 1819 hasta su muerte el 10 de julio de 1820.